# Kathy Acker
Kathy Acker (New York, 18 aprile 1947 – Tijuana, 30 novembre 1997) è stata una scrittrice, poetessa, musicista e sceneggiatrice statunitense.

## Biografia
Nata Karen Alexander il 18 aprile 1947 (ma altre fonti danno il 1948) a Manhattan, borgo di New York, ebbe un'infanzia travagliata. Donald Lehman, suo padre biologico, abbandonò la sua futura madre quando era incinta di tre mesi.
Dopo gli studi alla Brandeis University e alla Università della California, San Diego, i suoi primi esperimenti poetici influenzati da William S. Burroughs e risalenti agli anni settanta apparvero sotto lo pseudonimo di Black Tarantula.
Negli anni ottanta si trasferì a Londra e partecipò attivamente alla scena punk con i primi esperimenti di spoken word. Contemporaneamente diede alle stampe alcune tra le sue opere più celebri che riscrivono in chiave postmodernista alcuni grandi classici della letteratura come il Don Chisciotte e Grandi speranze. Attraverso la de-costruzione dei testi, la Acker creò un pastiche metanarrativo molto originale e decisamente esplicito. Temi prediletti delle sue narrazioni furono: sesso, omosessualità, femminismo ed esplorazione estrema del corpo.
Esponente di punta dell'Avantpop, morì a soli cinquant'anni per un tumore alla mammella in una clinica di Tijuana.

## Vita privata
Kathy Acker si è sposata e ha divorziato due volte: la prima, molto giovane, nel 1966 con Robert Acker dal quale prese il cognome, la seconda nel 1976 con il compositore Peter Gordon. Ha anche intrecciato relazioni con donne (per esempio con la scrittrice Lidia Yuknavitch).

## Opere

### Narrativa
- Childlike Life of the Black Tarantula By the Black Tarantula (1973)
- I Dreamt I Was a Nymphomaniac: Imagining (1974)
- Adult Life of Toulouse Lautrec (1978)
- Florida (1978)
- Vacanze haitiane (Kathy Goes To Haiti) (1978), Venezia, Supernova Edizioni, 1989
- Sangue e viscere al liceo (Blood and Guts in High School (1978), LiberAria Editrice, 2023
- N.Y.C. in 1979 (1981)
- Great Expectations (1983)
- Algeria : A Series of Invocations Because Nothing Else Works (1984)
- Don Chisciotte (Don Quixote: Which Was a Dream) (1986), Milano, Shake edizioni, 1999
- Literal Madness: Three Novels (1987)
- My Death My Life by Pier Paolo Pasolini (1987)
- L'impero dei non sensi (Empire of the Senseless) (1988), Milano, SugarCo, 1991, ristampa Produzioni Nero Not, 2024
- In Memoriam to Identity (1990)
- Hannibal Lecter, My Father (1991)
- My Mother: Demonology (1994)
- The Stabbing Hand (1995)
- Pussycat Fever (1995)
- Dust. Essays (1995)
- Pussy, King of the Pirates (1996)
- Eurydice in the underworld (1997)
- Portrait of an Eye: Three Novels (1998)
- Rip-Off Red, Girl Detective (2002)
- Kathy Acker (1971-1975), ed. Justin Gajoux and Claire Finch, critical edition of unpublished early writings from 1971-1975 (Éditions Ismael, 2019, 656p.)

### Poesia
- Politics (1972)
- The Persian poems by Janey Smith con Robert Kushner (1980)

### Teatro
- The Birth of the Poet con Peter Gordon (1985)

### Saggistica
- Bodies of Work : Essays (1997)

### Antologie
- Wordplays 5 : An Anthology of New American Drama (1987)
- The Seven cardinal virtues (1990)
- The artist in society: rights, roles and responsibilities (1995)
- Centuriesʼ ends, narrative means (1996)

## Discografia
- Pussy (1995)
- Pussy, King Of The Pirates, con i The Mekons (1996)
- Redoing Childhood (1999)

## Filmografia
- Variety di Bette Gordon (1983): sceneggiatura
- The golden boat di Raoul Ruiz (1990): attrice
- IDn4 di Malga Kubiak (1991) : attrice
- The Falconer di Christopher Petit e Iain Sinclair (1998): attrice